# Fowleria punctulata
Fowleria punctulata és una espècie de peix pertanyent a la família dels apogònids.

## Descripció
- Pot arribar a fer 9 cm de llargària màxima.
- 8 espines i 9 radis tous a l'aleta dorsal i 2 espines i 8 radis tous a l'anal.
- És de color marró vermellós amb 3-4 fileres de taques negres als flancs.
- Ulls grocs.[6][7][8]

## Hàbitat
És un peix marí i d'aigua salabrosa, associat als esculls i de clima tropical (32°N-28°S) que viu entre 40 i 80 m de fondària.

## Distribució geogràfica
Es troba des del mar Roig fins a les illes Tuamotu, el sud del Japó i la Micronèsia.

## Observacions
És inofensiu per als humans i de costums nocturns.